# Westvorstadt (Bautzen)
Die Westvorstadt, obersorbisch Zapadne předměstoⓘ, ist ein Bautzener Stadtteil mit etwa 3.400 Einwohnern und erstreckt sich am westlichen Ufer der Spree. Der kompakt bebaute Bereich westlich der Friedensbrücke wird oft als Bautzener Neustadt bezeichnet. Zu dem Stadtteil gehören aber außerdem noch das alte Dorf Seidau, auf dessen historischer Gemarkung der Stadtteil zum großen Teil liegt, die Herrenteichsiedlung und ausgedehnte Naturbereiche am Humboldthain.
Im Jahr 1272 erhielt Bautzen von der Johann'schen Linie der Markgrafen deren sämtliche Güter in Ottelwitz zur Nutzung als Viehweide für das Vieh der Bürger geschenkt. Das Dorf Ottelwitz soll im Gebiet der heutigen Herrenteichsiedlung gelegen haben. Die Weiden wurden bis 1847 genutzt. Von 1776 bis 1910 dienten diese Flächen auch als Exerzierplatz. Ab den dreißiger Jahren bis 1945 wurden Teile zudem als Flugplatz genutzt.
Etwa 1386 wurde durch die Stadt Bautzen an jener Stelle in Höhe des Preuschwitzer Weges der Galgen der Stadt errichtet.
Die Spree stellte jahrhundertelang ein natürliches Hindernis für eine umfangreichere Stadterweiterung nach Westen dar. Erst mit dem Bau der Friedensbrücke entstanden fragmentarisch Ansätze einer spätgründerzeitlichen Blockrandbebauung im Kreuzungsbereich der heutigen Clara-Zetkin-Straße mit der Dresdener Straße. Die so entstehende Neustadt machte aber dennoch nur einen Bruchteil der Stadterweiterungen dieser Zeit aus, die weiterhin hauptsächlich im Osten der Stadt erfolgte. Bautätigkeiten gab es auch in den 20er und 30er Jahren. In der DDR wurde die Neustadt abermals erweitert.
Im Humboldthain, dem ehemaligen Bismarckhain finden heute regelmäßig Crossläufe und Mountainbikerennen statt. Außerdem ist hier ein großes Sportareal zu finden.
Die südliche Westvorstadt am Spreebad und Humboldthain ist aus Sicht des Naturschutzes wertvoll (Humboldthain mit Spree ist Teil des FFH-Gebietes »Spreegebiet oberhalb Bautzen«) und zudem ein vielgenutztes Naherholungsgebiet der Bautzener. Der Bau der im Dezember 2013 eröffneten Innenstadtumgehung Westtangente wurde daher unter diesem Aspekt kritisch gesehen.